# Йеньо Ванча
Йеньо Ванча (на унгарски: Váncsa Jenő) е унгарски политик и държавник през времето на социализма от УСРП.
Роден е на 17 октомври 1928 г. в Брашов, Румъния в унгарско семейство. След Втората световна война семейството му и той се преселват в Унгария. Завършва в Будапеща аграрен инженеринг.
Член на ЦК на УСРП (Унгарската комунистическа партия) от 1978 г. Йено Ванча е министър на земеделието и храните на Унгария в правителствата по времето на унгарските първи ръководители Янош Кадар и Карой Грос, ръководени от Дьорт Лазар (1980 – 1987), Карой Грос (1987 – ноември 1988) и Миклош Немет (ноември 1988 – 1989) от 27 юли 1980 до 10 май 1989 г. Народен представител в унгарското национално събрание от 1978 до 1990 г.